# 林裕欽
林裕欽（1991年—），台灣社交網站Dcard共同擬辦人暨執行長，大學畢業於國立台灣大學資訊管理學系，2020年時因Dcard創下的成績入選美國商業雜誌《富比士》30位30歲以下精英榜消費科技類。

## 生平
2011年，林裕欽時為國立台灣大學資訊管理學系二年級學生，同系四年級學長簡勤佑在創意創業學程有感於學生往往受生活圈限制，為此簡構想了一套交友機制，讓各校學生於午夜十二點透過聯誼網站匿名配對，並且為了增添配對的浪漫色彩，只要當天沒有送出邀請，便會就此錯過。該機制測試時獲得熱烈反響，簡勤佑難再以人工配對承擔工作量，於是簡找來林裕欽編寫程式及架設網站，林裕欽因而寫出了第一版Dcard網頁，同一年裡林裕欽還入選中華民國外交部國際青年大使及獲得ATCC全國大專院校商業個案大賽冠軍（研華組）。翌年，Dcard新增校園聊天室的功能，之後進一步發展為綜合型論壇。
2015年，林裕欽與簡勤佑二人共同創辦狄卡科技股份有限公司，資本額將近2000萬元新台幣。到了2016年底Dcard會員人數超過約估200萬，每月不重複訪客突破約估800萬，每十秒就有使用者登一篇新文章。2017年10月，林裕欽將OKR（目標與關鍵結果）導入狄卡公司，此外共同創辦人簡勤佑也在同年裡離開公司。
2019年，林裕欽獲選台灣雜誌《經理人》月刊百大MVP經理人。2020年，因Dcard創下的成績入選世界商業雜誌《富比士》30位30歲以下精英榜消費科技類。2021年，獲《天下》雜誌選入一共十組人馬的「《天下》未來領袖」。